# Ancyronyx variegatus
Ancyronyx variegatus là một loài bọ cánh cứng trong họ Elmidae. Loài này được Germar miêu tả khoa học năm 1824.